# Льовочкіна Юлія Володимирівна
Ю́лія Володи́мирівна Льо́вочкіна (Но́вікова) (нар. 17 лютого 1977, Київ, Українська РСР) — український політик та державний діяч, Народний депутат України VI скл. (2007—2012), VII скл. (2012—2014), VIII скл. (2014—2019) та IX скл. (2019—2022), член Партії регіонів, «Опозиційного блоку», член проросійської партії ОПЗЖ, молодша сестра політика Сергія Льовочкіна.

## Освіта
1999 — закінчила КНУ ім. Шевченка, спеціальність — правознавство.
2000 — закінчила економічний факультет Університету Манітоби (Канада).

## Трудова діяльність
- 2000–2001 — проєктна робота на посаді аналітика «Credit Swisse First Boston Україна» (Київ)
- 2001–2002 — фінансовий аналітик ЗАТ «Комерційний банк НРБ-Україна» (Київ)
- 2002—2003 — головний фінансовий аналітик ЗАТ «ТАС-Інвестбанк» (Київ)
- 2003—2007 — в.о. заступника начальника відділу цінних паперів та інвестицій, заступник керівника інвестиційного бізнесу комерційного банку «Місто Банк» (Київ)
- 2006—2007 — голова наглядової ради ВАТ «Миколаївський комбінат хлібопродуктів»

Юлія Льовочкіна також є  власницею банку "Кліринговий дім".

## Політика
З листопада 2007 — депутат ВРУ VI скликання від Партії регіонів (№ 105 у списку). Глава підкомітету з питань цивільного, господарського та адміністративного судочинства Комітету з питань правосуддя. Член Спеціальної контрольної комісії ВР з питань приватизації.
На виборах до Верховної ради 2012 року висунута кандидатом у депутати ВРУ від Партії регіонів по одномандатному мажоритарному виборчому округу № 6 (АР Крим). За результатами голосування отримала перемогу набравши 60,01 % голосів виборців.
На дострокових парламентських виборах 2014 року посідає 16-те місце в партії «Опозиційний блок».
У січні 2015 року стала першим заступником української делегації в ПАРЄ, головою якої був обраний депутат від «Блоку Петра Порошенка» Володимир Ар'єв.
28 вересня 2015 року Бюро Парламентської асамблеї Ради Європи переобрало депутата Верховної Ради України Юлію членом моніторингового комітету ПАРЄ.
18 січня 2018 року була однією з 36 депутатів, що голосували проти Закону про визнання українського сувернітету над окупованими територіями Донецької та Луганської областей.
Заступниця голови Комітету з питань зовнішньої політики та міжпарламентського співробітництва.
30 листопада 2022 року написала заяву про складання депутатських повноважень «у зв'язку з сімейними обставинами». 1 грудня ВРУ її підтримала.

## Критика
Фігурує у численних махінаціях із землею, зокрема незаконно приватизувала острів у смт. Козин у 2014 році. Володіє 45 компаніями в офшорних зонах.

## Родина
Колишній чоловік — Арсеній Новіков. Має сина та дочку від першого шлюбу, а 10 червня 2014 року народила другу дочку від Андрія Вінграновського.
Сестра ексглави Адміністрації Президента України Сергія Льовочкіна.